# Bistorta krascheninnikovii
Bistorta krascheninnikovii är en slideväxtart som beskrevs av Ivanova. Bistorta krascheninnikovii ingår i släktet ormrötter, och familjen slideväxter. Inga underarter finns listade i Catalogue of Life.